# Паромный терминал Окленд
Паромный терминал Окленд (Oakland Ferry Terminal) (также известный как Паромный терминал улицы Клэй (Clay Street Ferry Terminal) и Паромный терминал площади им. Джек Лондона (Jack London Square Ferry Terminal)) — конечная остановка паромов в заливе Сан-Франциско, расположенная на площади им. Джек Лондона в городе Окленд (Калифорния).

## История

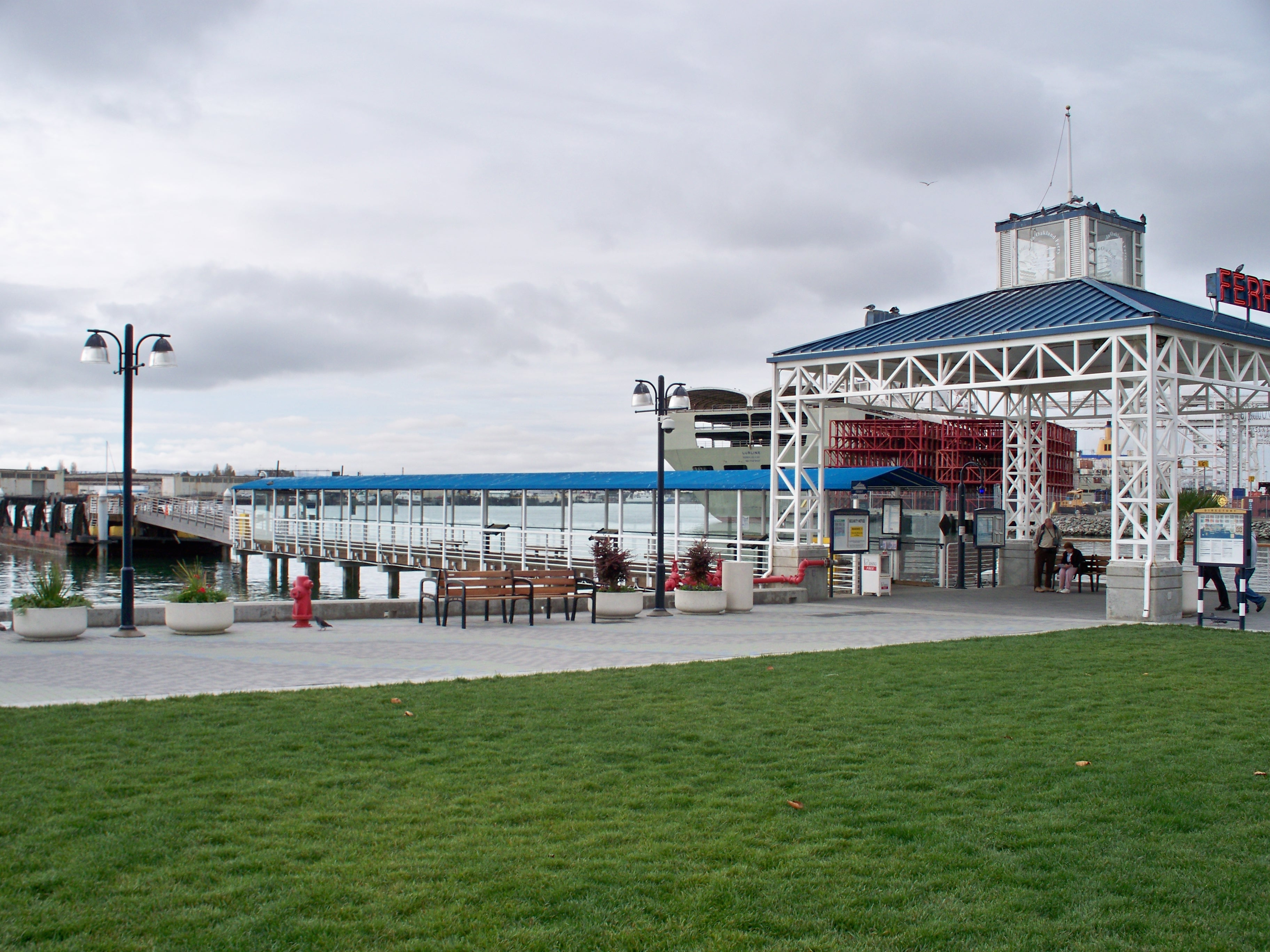
Паромный терминал Окленд на площади Джека Лондона

### Начало
Терминал открылся в XX веке для предоставления варианта транспортировки пассажирам, направляющимся через залив в Сан-Франциско. Его открытию предшествовали многочисленные пассажирские, грузовые и автомобильные паромы, которые соединяли материк с довольно изолированным полуостровом Сан-Франциско перед постройкой многочисленных мостов, пересекающих залив. Использование паромов уменьшилось после открытия моста между Сан-Франциско и Оклендом, но по мере увеличения трафика и времени проезда по мосту, переправа через залив возобновилась.

### Возрождение
Переправа была создана под давлением общественности, из-за желания иметь паромную переправу похожую на ту, что предлагалась из округа Марин до севера Сан-Франциско. Обслуживание на этой переправе уменьшилось после открытия мостов и, хотя маршруты и терминалы были закрыты или упрощены — переправа так и не была заброшена, что очень помогло прибрежным жителям этого региона.
Окленд встал перед уникальной сложной задачей прилегающего острова, на котором находится город Аламида расположенный в нескольких сотен футов с единственным перегруженным проезжим тунелем, соединяющим центральную и деловую часть города Окленд напрямую с населёнными центрами острова.
Эстуарий Окленд Аламида обладает множеством уникальных местных особенностей. Он является крупным каналом доставки и судоходства порта Окленд, что вместе с высоко развитой береговой линией делает невозможным строительство нового моста. Следующей особенностью является экстремально дорогая (для довольного бедного населенного пункта) постройка туннеля в регионе, подверженном землетрясениям и разжижениям. Последним факторами служит контроль загрязнения и ревностная охрана местными жителями дикой природы в целях сохранения остатков водно-болотных угодий прежде большой эстуарной среды обитания. Всё это в дополнение к наводнениям, естественным приливными отмелями и прибрежной растительности.

### Паром
По этим причинам было создано паромное сообщение между новым паромным терминалом Аламида и Оклендом, с продолжением пригородного сообщения до паромного вокзала Сан-Франциско, а также до Пирса 41 Рыбацкой пристани Сан-Франциско. После открытия нового бейсбольного стадиона Оракл-парк, в дополнение к экспедиционному сообщению до парка штата Остров Ангела было добавлено сезонное сообщение. В 2012 году была добавлена переправа до нового паромного терминала Саут Сан-Франциско расположенного в марине и парке Ойстер Пойнт.